# Marcel Korkuś
Marcel Korkuś (ur. 1988) – polski płetwonurek ekstremalny, jaskiniowy, podróżnik, eksplorator oraz instruktor nurkowania IANTD.  Dwukrotny rekordzista Guinnessa w nurkowaniu wysokogórskim. Odkrywca najwyżej położonego jeziora na świecie - Cazadero (5990 m n.p.m.). Najbardziej skuteczny płetwonurek i biegły sądowy w dziedzinie poszukiwań podwodnych zaginionych osób.

## Życiorys
Organizator i kierownik wyprawy "Cazadero Diving Expedition 2016" do Argentyny, która dokonała odkrycia najwyżej położonego jeziora świata, które wymiarami i głębokością spełnia międzynarodowe wymagania, aby być uważane za najwyżej położone jezioro na Ziemi (5990 m n.p.m.). Podczas tej samej wyprawy Marcel Korkuś zanurkował w nowo odkrytym zbiorniku wodnym, ustanawiając nowy oficjalny rekord świata i Guinnessa w nurkowaniu wysokogórskim.
13 grudnia 2019 roku Marcel Korkuś zanurkował na wysokości 6395 m n.p.m. w zbiorniku znajdującym się na wulkanie Ojos del Salado ustanawiając absolutny rekord świata potwierdzony oficjalnym certyfikatem Guinnessa.